# Premi BAFTA 2021
La 74ª edizione dei premi BAFTA, conferiti dalla British Academy of Film and Television Arts alle migliori produzioni cinematografiche del 2020, si è tenuta l'11 aprile 2021 alla Royal Albert Hall di Londra.
Le candidature sono state annunciate il 9 marzo 2021.

## Vincitori e candidati

### Miglior film
- Nomadland, regia di Chloé Zhao
- The Father - Nulla è come sembra (The Father), regia di Florian Zeller
- The Mauritanian, regia di Kevin Macdonald
- Una donna promettente (Promising Young Woman), regia di Emerald Fennell
- Il processo ai Chicago 7 (The Trial of the Chicago 7), regia di Aaron Sorkin

### Miglior film britannico
- Una donna promettente (Promising Young Woman), regia di Emerald Fennell
- L'ombra della violenza (Calm with Horses), regia di Nick Rowland
- La nave sepolta (The Dig), regia di Simon Stone
- The Father - Nulla è come sembra (The Father), regia di Florian Zeller
- His House, regia di Remi Weekes
- Limbo, regia di Ben Sharrock
- The Mauritanian, regia di Kevin Macdonald
- Mogul Mowgli, regia di Bassam Tariq
- Rocks, regia di Sarah Gavron
- Saint Maud, regia di Rose Glass

### Miglior debutto di un regista, sceneggiatore o produttore britannico
- Remi Weekes (regista, sceneggiatore) – His House
- Ben Sharrock (regista, sceneggiatore) e Irune Gurtubai (produttrice) – Limbo
- Jack Sidey (sceneggiatore, produttore) – Moffie
- Theresa Ikoko e Claire Wilson (sceneggiatrici) – Rocks
- Rose Glass (regista, sceneggiatore) e Oliver Kassman (produttore) – Saint Maud

### Miglior film in lingua straniera
- Un altro giro (Druk), regia di Thomas Vinterberg (Danimarca)
- Cari compagni! (Дорогие товарищи), regia di Andrej Končalovskij (Russia)
- I miserabili (Les Misérables), regia di Ladj Ly (Francia)
- Minari, regia di Lee Isaac Chung (Stati Uniti d'America)
- Quo vadis, Aida?, regia di Jasmila Žbanić (Bosnia ed Erzegovina)

### Miglior documentario
- Il mio amico in fondo al mare (My Octopus Teacher), regia di Pippa Ehrlich e James Reed
- Collective (Colectiv), regia di Alexander Nanau
- David Attenborough - Una vita sul nostro pianeta (David Attenborough: A Life on Our Planet), regia di Alastair Fothergill, Jonathan Hughes, Keith Scholey
- The Dissident, regia di Bryan Fogel
- The Social Dilemma, regia di Jeff Orlowski

### Miglior film d'animazione
- Soul, regia di Pete Docter e Kemp Powers
- Onward - Oltre la magia (Onward), regia di Dan Scanlon
- Wolfwalkers - Il popolo dei lupi (Wolfwalkers), regia di Tomm Moore e Ross Stewart

### Miglior regista
- Chloé Zhao - Nomadland
- Thomas Vinterberg – Un altro giro (Druk)
- Shannon Murphy – Babyteeth
- Lee Isaac Chung – Minari
- Jasmila Žbanić – Quo vadis, Aida?
- Sarah Gavron – Rocks

### Miglior sceneggiatura originale
- Emerald Fennell - Una donna promettente (Promising Young Woman)
- Tobias Lindholm e Thomas Vinterberg – Un altro giro (Druk)
- Jack Fincher – Mank
- Theresa Ikoko e Claire Wilson – Rocks
- Aaron Sorkin - Il processo ai Chicago 7 (The Trial of the Chicago 7)

### Miglior sceneggiatura non originale
- Christopher Hampton e Florian Zeller – The Father - Nulla è come sembra (The Father)
- Moira Buffini – La nave sepolta (The Dig)
- Rory Haines, Sohrab Noshirvani e M. B. Traven – The Mauritanian
- Chloé Zhao - Nomadland
- Ramin Bahrani – La tigre bianca (The White Tiger)

### Miglior attrice protagonista
- Frances McDormand - Nomadland
- Bukky Bakray – Rocks
- Radha Blank – The Forty-Year-Old Version
- Vanessa Kirby – Pieces of a Woman
- Wunmi Mosaku – His House
- Alfre Woodard – Clemency

### Miglior attore protagonista
- Anthony Hopkins – The Father - Nulla è come sembra (The Father)
- Riz Ahmed – Sound of Metal
- Chadwick Boseman – Ma Rainey's Black Bottom
- Adarsh Gourav – La tigre bianca (The White Tiger)
- Mads Mikkelsen – Un altro giro (Druk)
- Tahar Rahim – The Mauritanian

### Miglior attrice non protagonista
- Yoon Yeo-jeong – Minari
- Niamh Algar – L'ombra della violenza (Calm with Horses)
- Kosar Ali – Rocks
- Maria Bakalova – Borat - Seguito di film cinema (Borat Subsequent Moviefilm: Delivery of Prodigious Bribe to American Regime for Make Benefit Once Glorious Nation of Kazakhstan)
- Dominique Fishback – Judas and the Black Messiah
- Ashley Madekwe – County Lines

### Miglior attore non protagonista
- Daniel Kaluuya – Judas and the Black Messiah
- Barry Keoghan – L'ombra della violenza (Calm with Horses)
- Alan Kim – Minari
- Leslie Odom Jr. – Quella notte a Miami... (One night in Miami...)
- Clarke Peters – Da 5 Bloods - Come fratelli (Da 5 Bloods)
- Paul Raci – Sound of Metal

### Miglior colonna sonora
- Jon Batiste, Trent Reznor e Atticus Ross – Soul
- Trent Reznor e Atticus Ross – Mank
- Emile Mosseri – Minari
- James Newton Howard – Notizie dal mondo (News of the World)
- Anthony Willis – Una donna promettente (Promising Young Woman)

### Miglior casting
- Lucy Pardee - Rocks
- Shaheen Baig - L'ombra della violenza (Calm with Horses)
- Alexa L. Fogel - Judas and the Black Messiah
- Julia Kim - Minari
- Lindsay Graham Ahanonu e Mary Vernieu - Una donna promettente (Promising Young Woman)

### Miglior fotografia
- Joshua James Richards – Nomadland
- Sean Bobbitt – Judas and the Black Messiah
- Erik Messerschmidt – Mank
- Alwin H. Küchler – The Mauritanian
- Dariusz Wolski – Notizie dal mondo (News of the World)

### Miglior montaggio
- Mikkel E. G. Nielsen – Sound of Metal
- Yorgos Lamprinos – The Father - Nulla è come sembra (The Father)
- Chloé Zhao – Nomadland
- Frédéric Thoraval – Una donna promettente (Promising Young Woman)
- Alan Baumgarten – Il processo ai Chicago 7 (The Trial of the Chicago 7)

### Miglior scenografia
- Donald Graham Burt e Jan Pascale – Mank
- Maria Djurkovic e Tatiana Macdonald – La nave sepolta (The Dig)
- Peter Francis e Cathy Featherstone – The Father - Nulla è come sembra (The Father)
- David Crank e Elizabeth Keenan – Notizie dal mondo (News of the World)
- Sarah Greenwood e Katie Spencer – Rebecca

### Migliori costumi
- Ann Roth – Ma Rainey's Black Bottom
- Michael O'Connor – Ammonite - Sopra un'onda del mare (Ammonite)
- Alice Babidge – La nave sepolta (The Dig)
- Alexandra Byrne – Emma.
- Trish Summerville – Mank

### Miglior trucco e acconciatura
- Matiki Anoff, Larry M. Cherry, Sergio Lopez-Rivera e Mia Neal – Ma Rainey's Black Bottom
- Jenny Shircore – La nave sepolta (The Dig)
- Patricia Dehaney, Eryn Krueger Mekash e Matthew Mungle – Elegia americana (Hillbilly Elegy)
- Kimberley Spiteri e Gigi Williams – Mank
- Mark Coulier – Pinocchio

### Miglior sonoro
- Jaime Baksht, Nicolas Becker, Phillip Bladh, Carlos Cortés e Michelle Couttolenc – Sound of Metal
- Greyhound - Il nemico invisibile (Greyhound)
- Michael Fentum, William Miller, Mike Prestwood Smith, John Pritchett e Oliver Tarney – Notizie dal mondo (News of the World)
- Sergio Diaz, Zach Seivers e M. Wolf Snyder – Nomadland
- Coya Elliott, Ren Klyce e David Parker – Soul

### Miglior effetti speciali
- Scott Fisher, Andrew Jackson e Andrew Lockley – Tenet
- Pete Bebb, Nathan McGuinness e Sebastian von Overheidt – Greyhound - Il nemico invisibile (Greyhound)
- Matt Kasmir, Chris Lawrence e David Watkins – The Midnight Sky
- Sean Faden, Steve Ingram, Anders Langlands e Seth Maury – Mulan
- Santiago Colomo Martinez, Nick Davis, Greg Fisher e Ben Jones – L'unico e insuperabile Ivan (The One and Only Ivan)

### Miglior cortometraggio animato
- The Owl and the Pussycat, regia di Mole Hill
- The Fire Next Time, regia di Renaldho Pelle
- The Song of a Lost Boy, regia di Daniel Quirke

### Miglior cortometraggio
- The Present, regia di Farah Nabulsi
- Eyelash, regia di Jesse Lewis Reece
- Lizard, regia di Akinola Davies
- Lucky Break, regia di John Addis
- Miss Curvy, regia di Ghada Eldemellawy

### Miglior stella emergente
- Bukky Bakray
- Conrad Khan
- Kingsley Ben-Adir
- Morfydd Clark
- Ṣọpẹ Dìrísù